# A Condição Humana
A Condição Humana (título original, em inglês:  The Human Condition) é um livro da filósofa alemã contemporanêa Hannah Arendt publicado em 1958. Uma de suas principais obras teóricas, é um relato histórico, antropológico e filosófico da existência humana em sociedade, desde a Grécia Antiga até a Europa moderna.
No livro, Arendt discute as possibilidades da vita activa (título que ela preferia para a obra) no mundo moderno. 
Segundo a autora, a condição humana está relacionada a três atividades fundamentais: labor (no original, em inglês, labor),  trabalho  (work)  e ação (action), que se desenvolvem em quatro campos possíveis - o político, o social, o público e o privado. Arendt explica como os gregos antigos relacionavam cada uma dessas atividades a um dos campos.
O campo político é onde a ação ganha maior destaque, é o âmbito das relações com os demais integrantes da polis, da sociedade, é o campo da interação, do convívio social - da ação em sentido formal. O campo social relaciona-se ao discurso, aos negócios realizados entre os indivíduos de uma sociedade, é o campo de pacificação de conflitos - da ação em sentido material. O campo público é o âmbito em que a vita activa é desenvolvida na cidade, na pólis: é o âmbito da política. Já o campo privado relaciona-se à família e às relações no âmbito da casa (oikos). No campo público, o indivíduo experimenta a liberdade, ao contrário do campo privado, no qual vive limitado por situações hierárquicas e pelas necessidades decorrentes da vida em  grupo.

## Síntese
A condição humana, segundo a autora, está relacionada a três atividades fundamentais - labor, trabalho e ação - relacionadas às condições básicas da vida. 
O labor é a atividade correspondente ao processo biológico do corpo humano, tem a ver com as necessidades vitais: assegura a sobrevivência do indivíduo e a vida da espécie.
O trabalho permite a criação de objetos e a transformação da natureza, proporcionando a criação de um habitat distinto daqueles dos outros animais.
A ação, por sua vez, é a única atividade que independe da medição da matéria e se relaciona com a condição humana da pluralidade. A ação é a única atividade da condição humana que só pode ser praticada com outros homens. Sendo assim, é a condição de toda a vida política do homem. Tem o poder de fazer com que o ele se integre à esfera pública, de fazer com que ele revele quem ele é e inicie novos processos, ilimitados e potencialmente eternos. O Homem, quando age, deixa de ser escravo das necessidades, deixa para trás o labor e o trabalho, para finalmente ser livre. Agindo, ele desvincula-se do reino doméstico, o oikos e entra na polis, no espaço político. A própria ação é a liberdade; por consequência, só se é livre enquanto se está em espaço público. Com a crescente apolitização dos homens, têm-se reduzido o espaço público e a ação, correndo-se o risco de um caminhar à escravidão, fazendo com que o animal laborans finalmente predomine por completo sobre o zoon politikon.

## Capítulos da obra
A Condição Humana divide-se em seis capítulos, sendo eles:
I - A Condição Humana

II - As Esferas Pública e Privada

III - Labor

IV - Trabalho

V - Ação

VI - A Vita Activa e a Era Moderna